# Pałac w Pniowie
Pałac w Pniowie – wybudowany w  XVIII w. dla generała Jana Benedykta von Groelinga w miejscowości Pniów.

## Opis
W 1918 r. klasycystyczny piętrowy pałac, wbudowany na planie prostokąta, kryty czterospadowym dachem mansardowym. Ściana frontowa dzielona pilastrami. Centralnie umieszczone główne wejście pod balkonem z pełną balustradą ozdobioną czterema wazonami. Nad balkonem trójkątny fronton z oknem rozetowym, zwieńczający pseudoryzalit. Po prawej stronie pałacu dobudówka. Obiekt jest częścią zespołu pałacowego, w skład którego wchodzi jeszcze park.

## Galeria

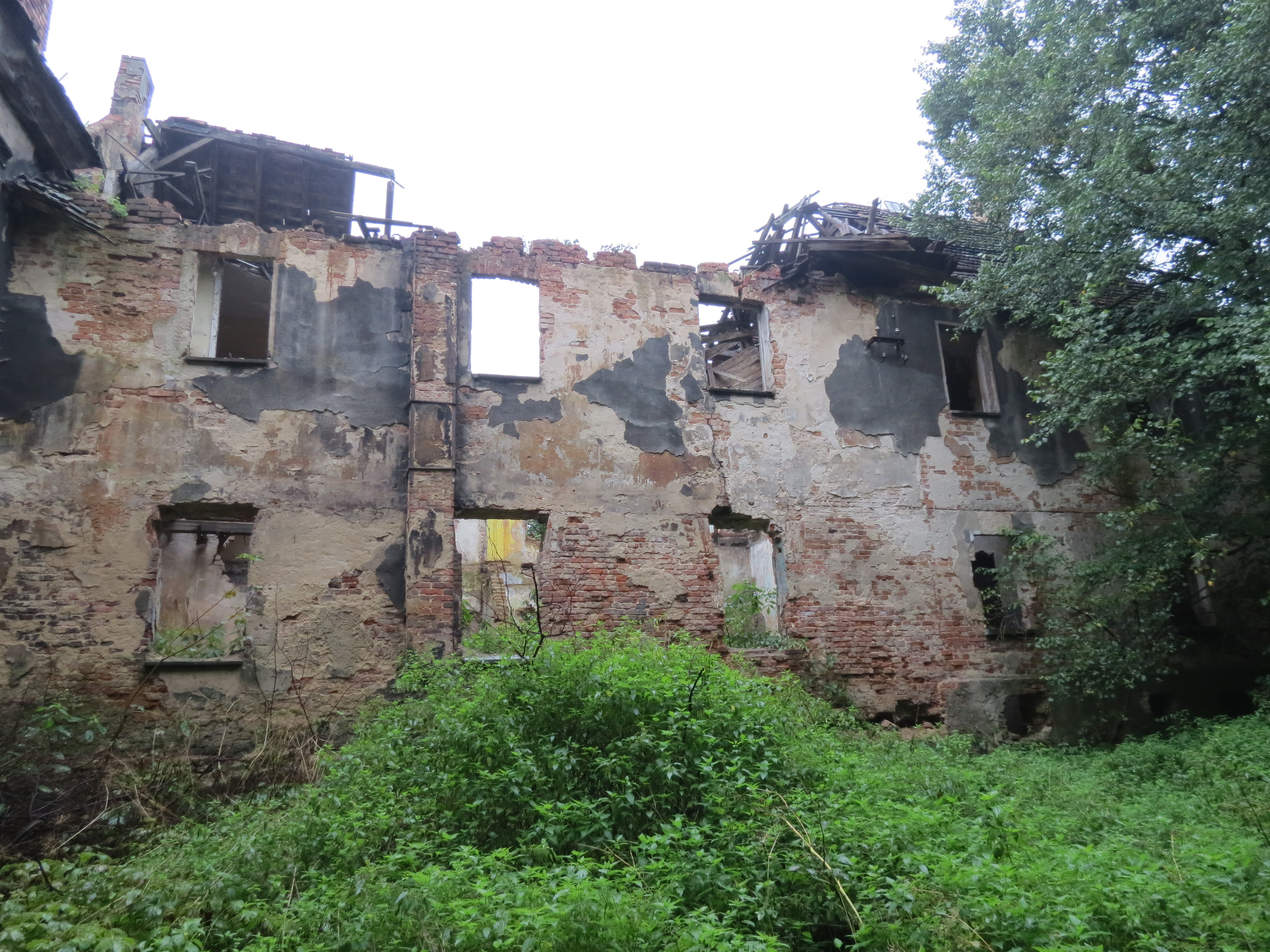
Ruiny pałacu
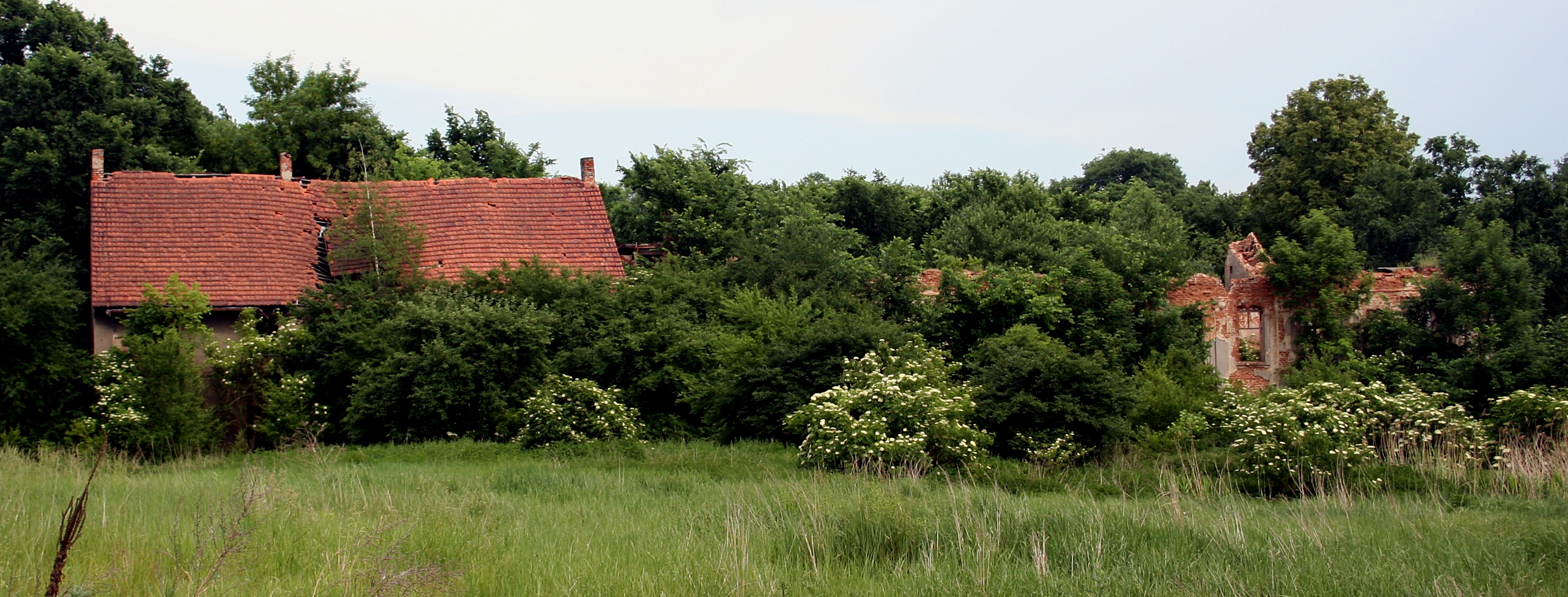
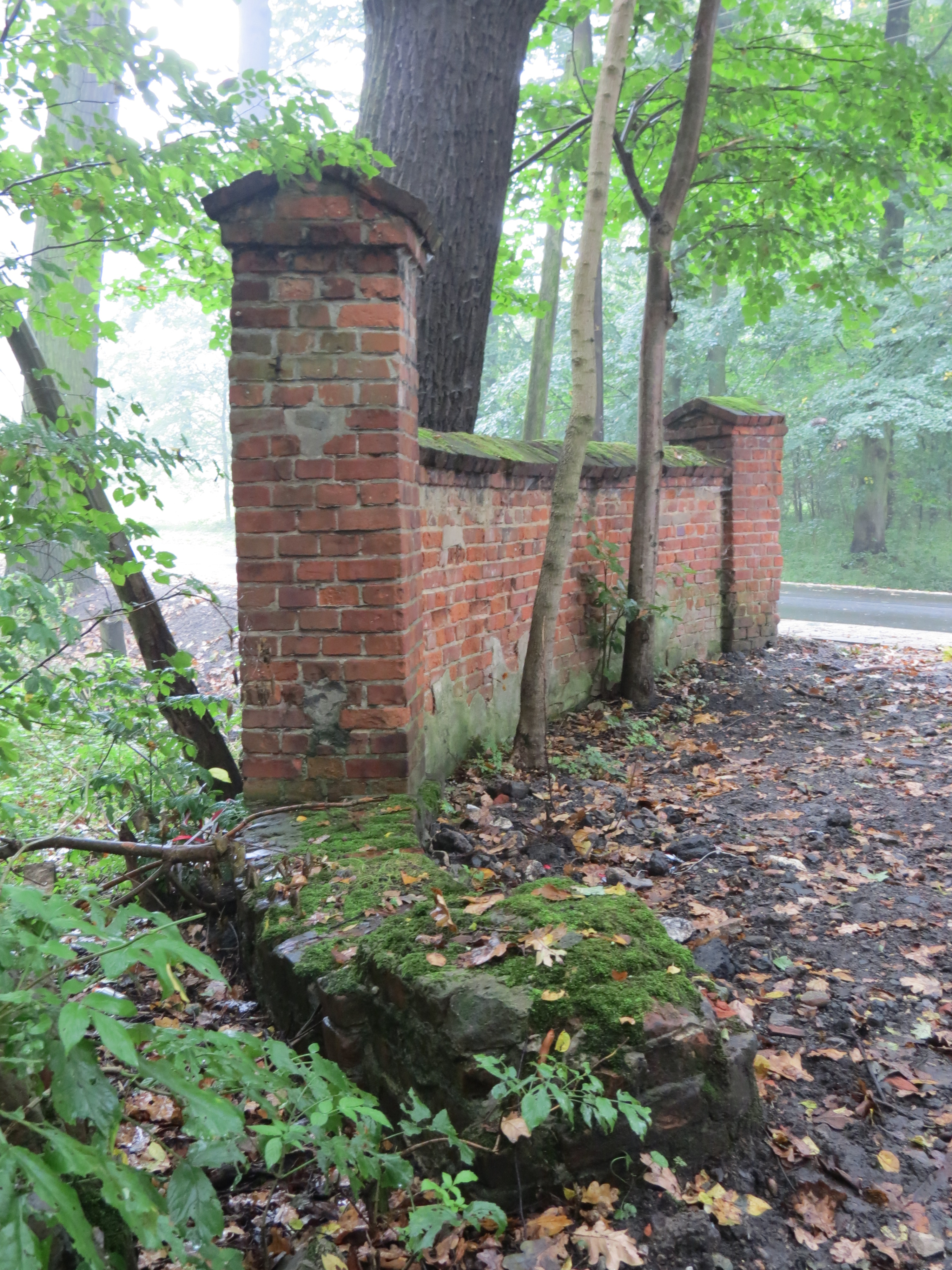
Brama pałacowa
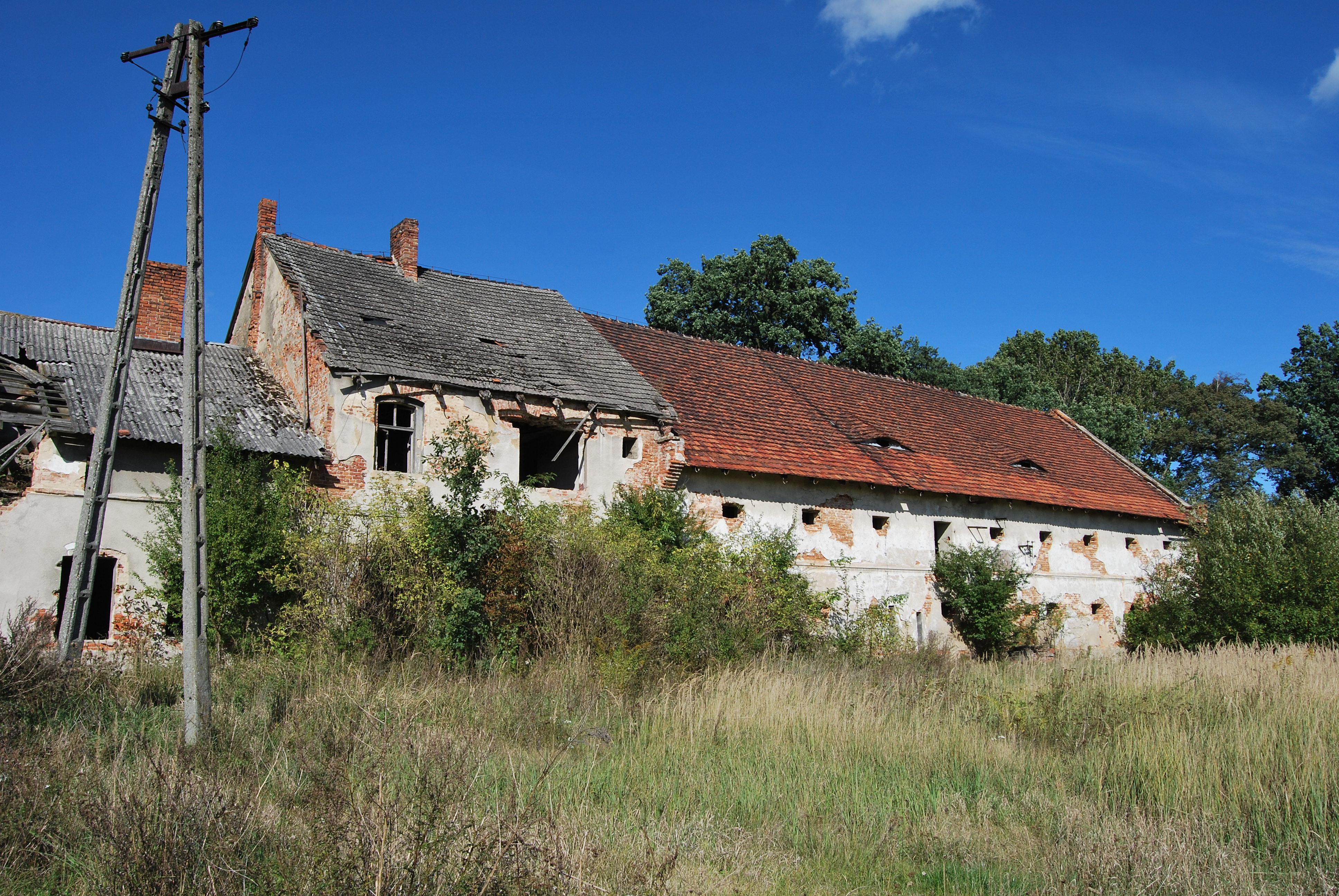
Ruiny folwarku
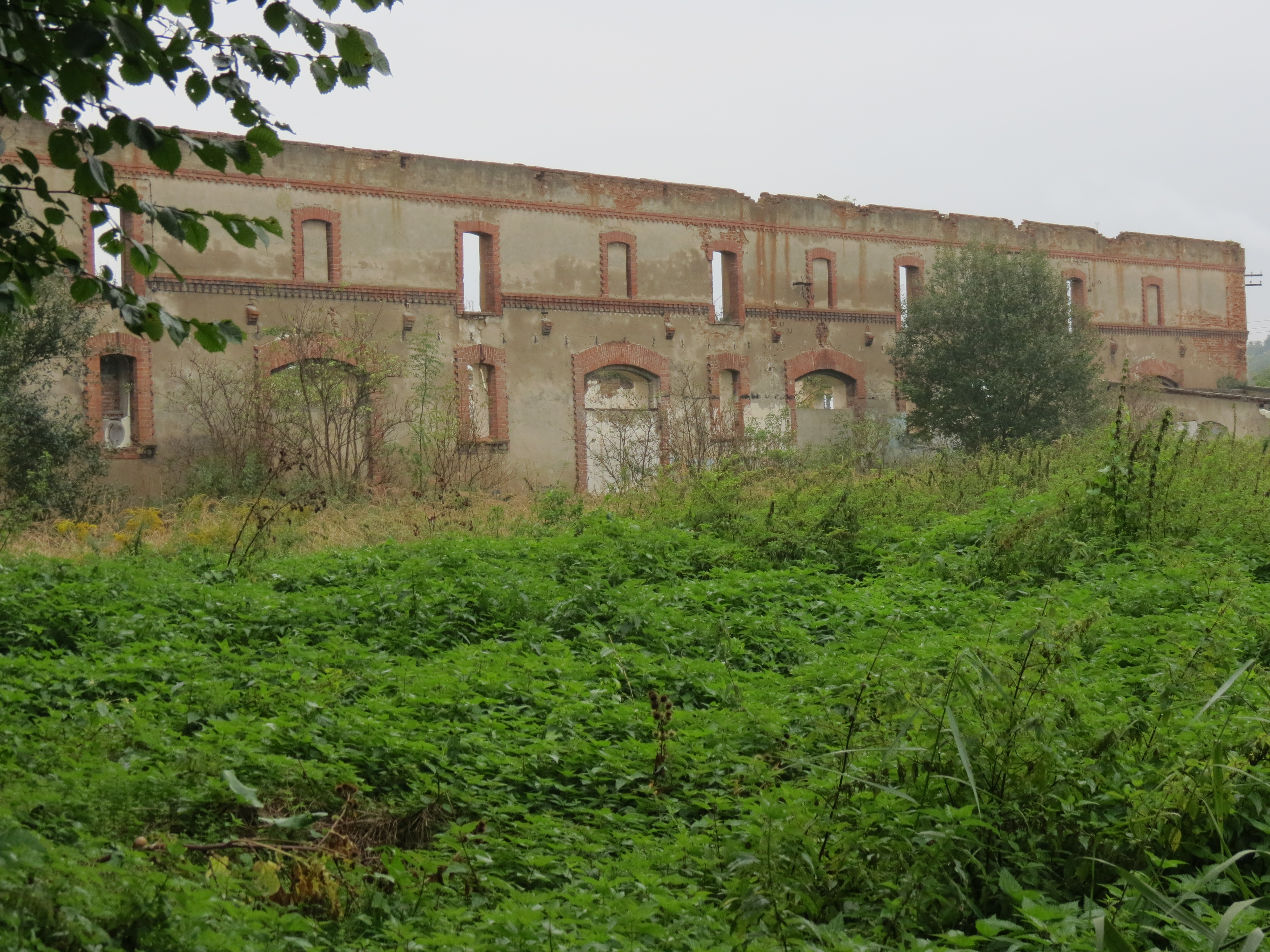
Ruiny folwarku